# Grand Palais
O conjunto monumental formado pelo Grand Palais, Petit Palais e Pont des Invalides visto a partir da Torre Eiffel.
O Grand Palais des Beaux-Arts, também chamado de Grand Palais des Champs-Elysées e popularmente conhecido apenas como Grand Palais, é um edifício singular da cidade de Paris situado no 8.º arrondissement. Localiza-se na Avenue Winston Churchill, nas proximidades dos Campos Elísios. Faz parte integrante do conjunto arquitectónico formado pelo Petit Palais e Ponte Alexandre III.
O Grand Palais começou a ser construído em 1897 para albergar a Exposição Universal de 1900, celebrada entre 15 de Abril e 12 de Novembro daquele ano, envolvendo um complexo processo de gestação no qual participaram vários arquitectos, no mesmo lugar onde se situava o Palais de l'Industrie, realizado para a Exposição Universal de 1855.
Destacado pelo estilo ecléctico da sua arquitectura, denominado estilo Beaux-Arts e característico da Escola de Belas Artes de Paris, o edifício reflecte o gosto pela rica decoração e ornamentação nas suas fachadas de pedra, o formalismo da sua planta e realizações até então insólitas como o grande envidraçado da sua cobertura, a sua estrutura de ferro e aço à vista e o uso do concreto armado.
Como proclama um dos seus frontões, o Grand Palais foi concebido como um Monument consacré par la République à la gloire de l’art français ("Monumento consagrado pela República à glória da arte francesa"), servindo como lugar das manifestações oficiais da Terceira República Francesa e símbolo do gosto duma parte da sociedade da época. Com o decorrer do tempo e a decadência do estilo Beaux-Arts, o Grand Palais foi destinado progressivamente a usos diversos, como centro para salões técnicos e de exposições comerciais dos sectores automóvel, da aeronáutica, das ciências ou do desporto, convertendo-se testemunha da evolução da arte moderna e dos avanços da civilização durante o século XX.
Actualmente abriga o Palais de la découverte, desde 1937, destinado às ciências aplicadas, e as Galeries nationales du Grand Palais, desde 1964, para a exposição de colecções provenientes de museus nacionais franceses.
Edificado sobre um terreno instável que afectou com o tempo a sua estrutura, depois do seu prolongado e dispendioso restauro empreendido na década de 1990, a sua nave central foi reaberta em 2005 para a celebração de salões e exposições temporárias variadas.
No dia 12 de Junho de 1975, a nave central do edifício foi catalogada como Monumento histórico, classificação que se estendeu no dia 6 de Novembro de 2000 à totalidade dos 40.000 m² do Grand Palais.

## História

### Concepção do projecto

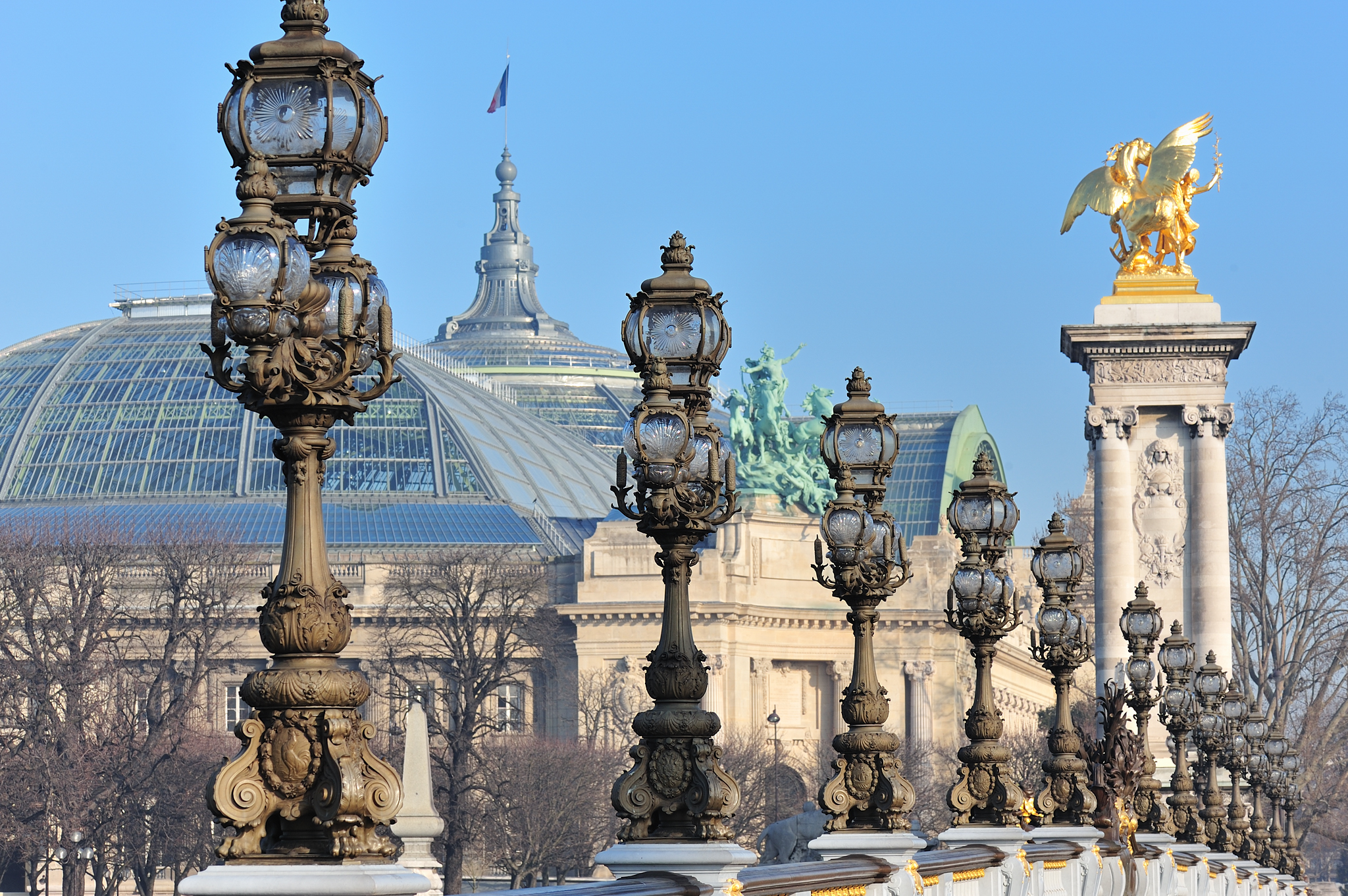
O Grand Palais visto da ponte Alexandre III, Paris, França.

Depois de tomada a decisão pelo Governo Francês, em 1892, de organizar uma nova Exposição Universal em 1900, a comissão preparatória da mesma recomendou a demolição do Palais de l'Industrie, construído em 1855, e a edificação dum novo edifício que melhoraria a envolvente urbanística da esplanada onde teria lugar o evento, de maneira que pudesse se abrir uma ampla via que ligasse em perspectiva a Praça dos Inválidos com a Avenida dos Campos Elísios. Uma vez redigido o plano, por decreto de 22 de Abril de 1896 decidiu-se a organização dum concurso de ideias entre arquitectos para o seu desenho, mas contrariamente ao previsto para as edificações da Ópera Garnier, em 1875, ou do Ancien Palais du Trocadéro, em 1878, o concurso não teve um carácter internacional e restringiu-se unicamente à participação de arquitectos de nacionalidade francesa.
Depois dum amargo debate entre os organizadores, a imprensa e o grande público, não foi possível eleger um único vencedor, pelo que foi seleccionada uma equipa de quatro arquitectos para que realizassem uma síntese das suas propostas e consentissem um projecto comum. A direcção geral ficou a cargo de Charles-Louis Girault, enquanto que os outros três arquitectos, Deglane, Louvet e Thomas se especializaram, cada um, na construção das diferentes secções do edifício.
- Charles-Louis Girault (Cosne-Cours-sur-Loire, 1851 - † Paris, 1932): Encarregado da direcção geral da obra, supervisionou a vistoria definitiva dos planos. Teve a responsabilidade de assegurar, ao mesmo tempo, a construção da obra do Petit Palais, depois convertido em Museu de Belas Artes de Paris.[6]
- Henri-Adolphe-Auguste Deglane (Paris, 1855 - † Paris, 1931): Foi o encarregado da realização das naves norte e sul, da nave maior e da sua parte transversal, chamada "paddock", das fachadas decoração com frisos e mosaicos, que o rodeiam, e em particular da entrada principal e do peristilo situado em ambos os lados da "nova avenida", futura avenida Nicolau II, depois chamada Winston Churchill.[6]
- Albert-Félix-Théophile Thomas (Marselha, 1847 - † Paris, 1907): Levou a cabo a construção da ala ala oeste, o "Palácio de Antin" e as elevações correspondentes sobre a Avenida de Antin, a futura avenida Victor-Emmanuel III, baptizada mais tarde como Avenida Franklin Delano Roosevelt.[6]
- Louis-Albert Louvet (Paris, 1860 - † Paris, 1936): Autor do plano, teve a responsabilidade de edificar a secção central, que liga de maneira simétrica as obras de Deglane e Thomas, incluindo o "Salão de Honra". Em coordenação com Deglane, participou também na grande escadaria de honra e na decoração da parede do fundo do "paddock".[6]

### Trabalhos de construção

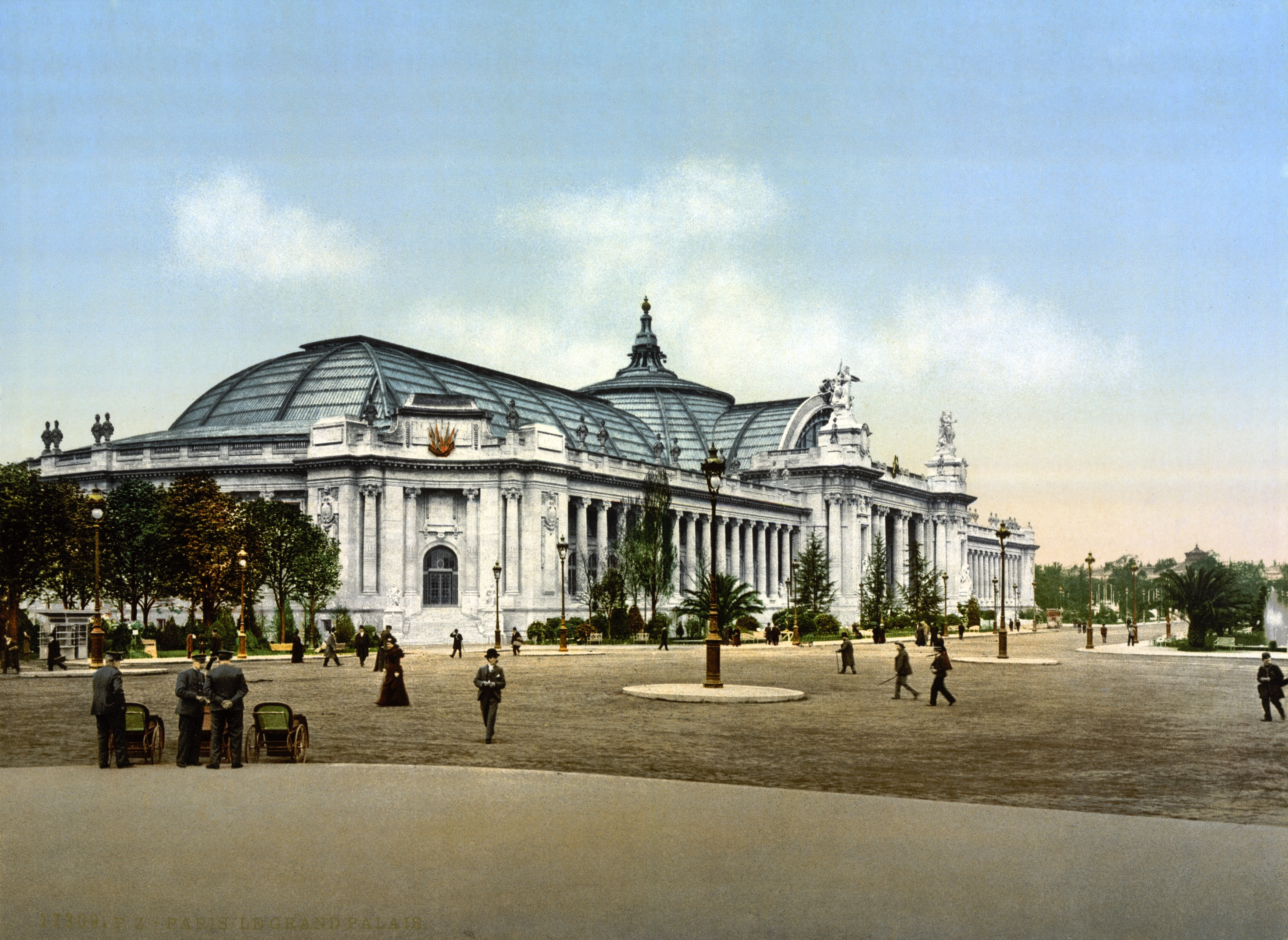
Aspecto do Grand Palais no ano da sua inauguração, cartão postal de 1900

Os trabalhos de construção começaram, na Primavera de 1897, com a demolição do Palais de l'Industrie, que desapareceu definitivamente em 1899, ao mesmo tempo que três equipas, escolhidas por cada arquitecto, avançavam segundo cada plano de obra ao seu ritmo e modo.
A obra, para a qual se chegaram a mobilizar 1.500 trabalhadores, aplicou novas técnicas de construcção como o uso do concreto armado segundo um sistema patenteado em 1892 por François Hennebique, juntamente com uma dotação de meios consideráveis para a época: empilhadoras a vapor para a cimentação, vias férreas para o transporte do material, máquinas de vapor para os dínamos de accionamento de serras de corte, uma ponte grua para o dos grandes blocos, railes interiores, andaimes móveis ou uma rampa desde a ribeira do Sena para a aproximação das barcaças de pedreira. A própria Exposição destacou as habilidades técnicas da Sociedade Moisant-Laurent-Savey que serviram para a parte móvel metálica de manutenção estendida nos lados dos Elísios e da Avenida de Antin, enquanto que também louvou as da empresa Moisant, encarregada da carpintaria em ferro e aço da grande escadaria de honra desenhada por por Louvet.
As características heterogéneas do solo, duro no lado norte, onde se encontrava o Palais de l'Industrie, mas de má qualidade no lado sul, sobre aluviões do Sena, provocaram um atraso de 8 meses sobre o plano original, requerendo uma obra de cimentação difícil que necessitou do recurso a 3.400 barrotes de carvalho, de 25 a 35 cm. de diâmetro, que perfuraram até 12 metros de profundidade o solo basal calcário.

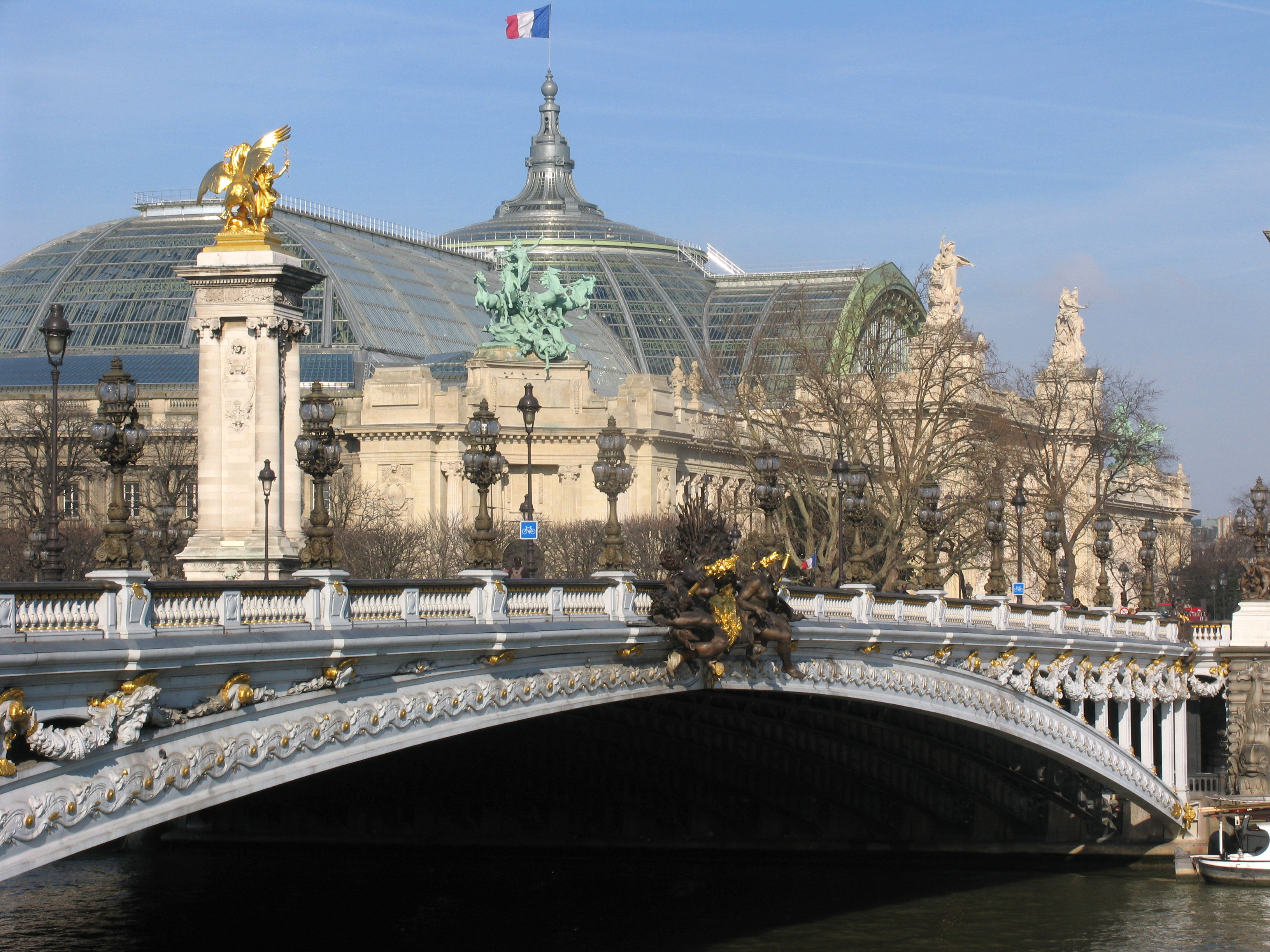
Vista da Ponte Alexandre III com o Grand Palais ao fundo

Para os muros, aplicou-se a técnica de dupla parede, uma folha exterior de cantaria, constituida por blocos de pedra provenientes de jazidas de toda a França, e uma folha interior, feita de ladrilho e alvenaria. Pelo seu lado, a carpintaria metálica foi sendo montada, contrariamente à prática habitual, sem juntas de dilatação e apenas depois de terminados os trabalhos de alvenaria, à qual se seguiram os trabalhos de decoração por artistas seleccionados por cada equipa de arquitectos.
No término do prazo de execução da obra, formara-se uma estrutura para a qual se empregaram 8.500 toneladas de material, mais 500 que as requeridas para a Torre Eiffel e menos 2.000 que as da Estação de Orsay, embora no dia da inauguração algumas das secções interiores estivessem por terminar.
A construção do Grand Palais de París teve um custo total de 24 milhões de francos da época, dos quais, como destacava o guia da Exposição, 300.000 francos haviam sido destinados, unicamente, aos importantes grupos escultóricos das quadrigas de Récipon.
As dificuldades do terreno voltariam à actualidade pouco depois, quando Alfred Picard, comissário geral da exposição, publicou um relatório em 1903, onde advertia sobre a existência de problemas estruturais no edifício, como consequência provável da descida do nível do lençol freático, o que provocaria ao longo da sua história numerosas intervenções de restauro até chegar à grande obra emprendida a partir de 1993.

### Inauguração

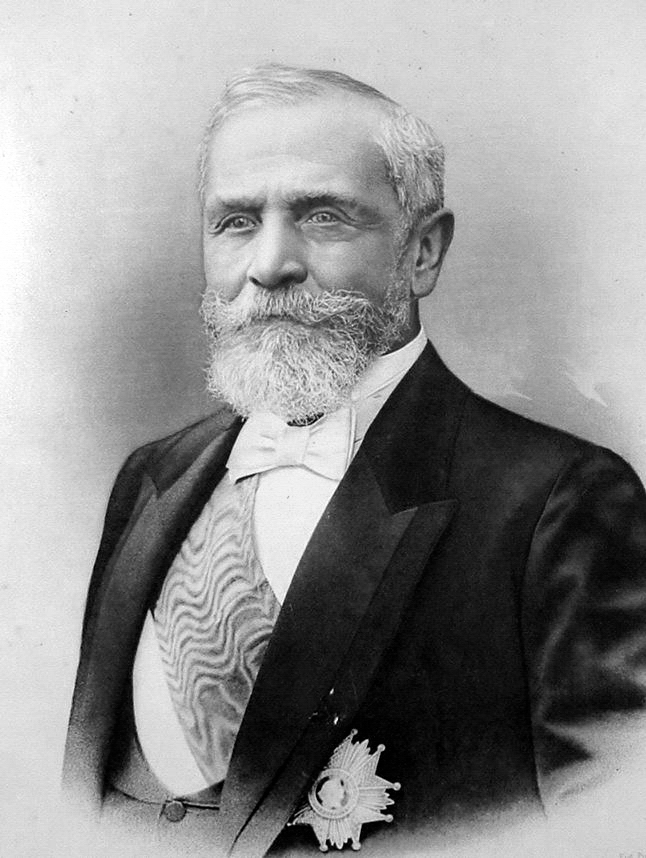
O Presidente da III República francesa, Émile Loubet, um dos assistentes à inauguração do Grand Palais em 1900

A inauguração do Grand Palais efectuou-se com todo o fausto próprio da Terceira República Francesa, à época no centro duma crise política originada pelo controverso Caso Dreyfus, numa cerimónia celebrada no dia 1 de Maio de 1900, na presença de Émile Loubet (1838–1929), Presidente da República Francesa, de René Waldeck-Rousseau (1846–1904), Presidente do Conselho e Ministro do Interior e da Cultura de França, de Georges Leygues (1857–1933), Ministro de Instrução Pública e Belas Artes, de Alexandre Millerand (1859–1943), Ministro do Comércio, Indústria, Correios e Telecomunicações, e de Alfred Picard (1844–1913), Comissário Geral da Exposição Universal de Paris. Uma inscrição gravada na pedra duma das esquinas das paredes do edifício comemora o acontecimento.
Durante a Exposição Universal, o Grand Palais serviu tanto para a exposição de obras pictóricas nas diversas salas acondicionadas então no primeiro andar, como também para a celebração de concertos na sala de honra atrás da grande escadaria, e inclusive para concursos de hipismo graças aos estábulos preparados nos sótãos do palácio e que comunicavam com as pistas do concurso no exterior mediante rampas de suave declive.

### Salões e exposições
Inicialmente concebido como Palácio das Belas Artes para funções destinadas às exposições e celebrações de mostras artísticas, o Grand Palais tem vindo, ao longo da sua história, a ampliar a variedade temática das suas actividades.

#### Salões artísticos
Os salões dedicados às belas artes conheceram a sua idade de ouro nos trinta primeiros anos de existência do Grand Palais. Com o advento da Frente Popular em 1936, estas apresentações, consideradas por alguns como uma expressão de arte reservada para a élite burguesa, perderam progressivamente prestígio e viram reduzida de maneira considerável a sua superfície a favor da instalação definitiva do Palais de la découverte (Palacio do Descobrimento) dedicado às ciências aplicadas, em 1937 por iniciativa do físico Jean Perrin. Depois da Segunda Guerra Mundial, os salões artísticos perduraram um pouco mais, até verem o seu espaço de exposição diminuir e serem confinados aos lugares menos nobres e visíveis do Grand Palais. Celebraram-se no Grand Palais os seguintes salões de arte:
- Salão de artistas franceses (1901).
- Salão de artistas independentes (1901).
- Salão da Sociedade Nacional de Belas artes (1901).
- Salão do Orientalismo (1901).
- Salão dos pintores, gravadores e litógrafos (1901).
- Salão da União das Mulheres pintoras e escultoras (1901).
- Salão de Outono (1903 a 1993).
- Salão das Artes aplicadas (1925).
- Salão de Arte de Paris (2006).

#### Salões técnicos

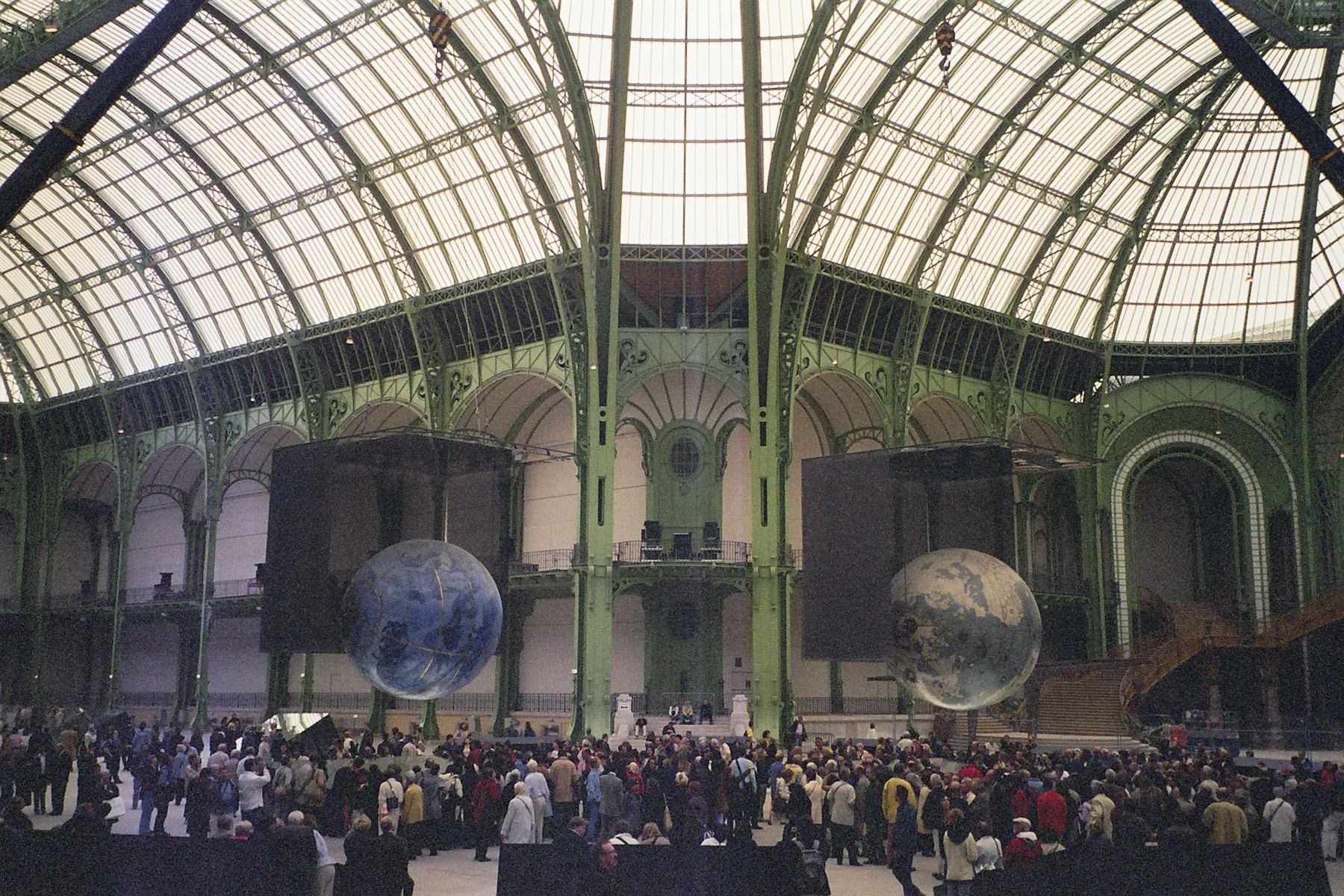
Interior do Grand Palais durante uma exposição

Depois da Segunda Guerra Mundial, foi impulsionada a celebração de salões técnicos e comerciais, por considerar-se então que eram mais rentáveis que os artísticos. No entanto, este tipo de exposições declinaram no Grand Palais a partir da década de 1960 até que foram trasladadas para o Centre des nouvelles industries et technologies ("Centro das novas indústrias e tecnologias») ou para o parque de exposições da "Porta de Versailles".
- Salão do automóvel (1901 a 1961).[14]
- Salão de maquinaria agrícola e hortícola.
- Exposição Internacional da Locomoção Aérea (1909–1952), que inicialmente se celebrava nas instalações do Salão do automóvel, depois da sua independência desta exposição tomou o nome de "Salão da Aeronáutica" e depois o de "Salão da Indústria aeronáutica" antes de mudar-se, em 1953, para as dependências do aeroporto de Le Bourget.

#### Salões comerciais
Estas exposições também deixaram o Grand Palais por falta de superfície disponível. Foram elas:
- Salão das artes domésticas, o antigo Salão dos aparatos de uso doméstico (1926–1960, com uma interrupção 1940 a 1947).
- Salão do Habitat.
- Salão da Qualidade francesa.
- Salão da França Exótica (em 1939 e 1940).
- Salão da Infância.
- Feira de Paris.
- Feira Internacional de Arte Contemporânea (FIAC).
- Feira do Livro (1981–1991).
- Salão da música clássica e do jazz (Musicora).

#### Acontecimentos pontuais
- Concursos e apresentações do "Salão da Sociedade Hípica" (1900–1937).
- Exposições das colónias.
- Concertos, espectáculos de circo ou de music-hall, Congressos, desfiles de moda e festas diversas.

#### Palais de la Découverte
O Palais de la Découverte, construído durante a Exposição Geral de segunda categoria de Paris, em 1937, por iniciativa do físico Jean Perrin, está instalado no antigo Palácio de Antin, na ala oeste. Concebido, no princípio, como um espaço de exposições temporárias, conseguiu logo, através de várias peripécias, manter-se no Grand Palais e ocupar um lugar próprio de 25.000 m² de superfície, alcançando com o tempo uma maior popularidade que a prevista no seu início.

#### Galeries nationales du Grand Palais (Galerias Nacionais)
Em 1964, Reynold Arnould condicionou uma parte da ala norte do Grand Palais, a pedido de André Malraux, o então Ministro da Cultura de França, para uma nova secção, as Galeries nationales du Grand Palais, destinada a receber grandes exposições temporárias de colecções provenientes dos museus nacionais do país, albergando em 1966 uma retrospectiva do pintor Pablo Picasso e uma importante apresentação de arte africana. Com base no éxito encontrado, o Governo francês renunciou ao seu eventual projecto de demolição do histórico Grand Palais e do edifício que logo transformou em Museu de Orsay. Em 1991, durante a exposição consagrada ao artista Georges Seurat, o Grand Palais sofreu o primeiro roubo da sua história, o qual afectou a obra Cocher de fiacre (Cocheiro de coche de cavalos), de 1887.
Outras exposições realizadas nas Galerias nacionais foram:
- "Era uma vez Walt Disney. Às fontes da arte do estúdio Disney", de 16 de Setembro de 2006 a 15 de Janeiro de 2007.[18]
- "Os Novos Realistas", de 28 de Março a 2 de Julho de 2007[19]
- "O Império dos Gupta. A Idade de Ouro da civilização da Índia" de 4 de Abril a 8 de Julho de 2007[20]
- "Desenho contra Desenho. Dois séculos de criações", del 26 de Setembro de 2007 a 8 de Janeiro de 2008 (Galerias nacionais).[21]
- "Courbet", de 10 de Outubro de 2007 a 28 de Janeiro de 2008 (Galerias nacionais).[22]

Outras exposições
- "Tesouros submergidos do Egipto", de 9 de Dezembro de 2006 a 16 de Março de 2007 (Nave central).[23]
- "Monumenta 2007", de 30 de Maio a 8 de Julho de 2007 (Nave central).[24]
- "Art en Capital", de 22 de Novembro a 2 de Dezembro de 2007 (Nave central).[25]

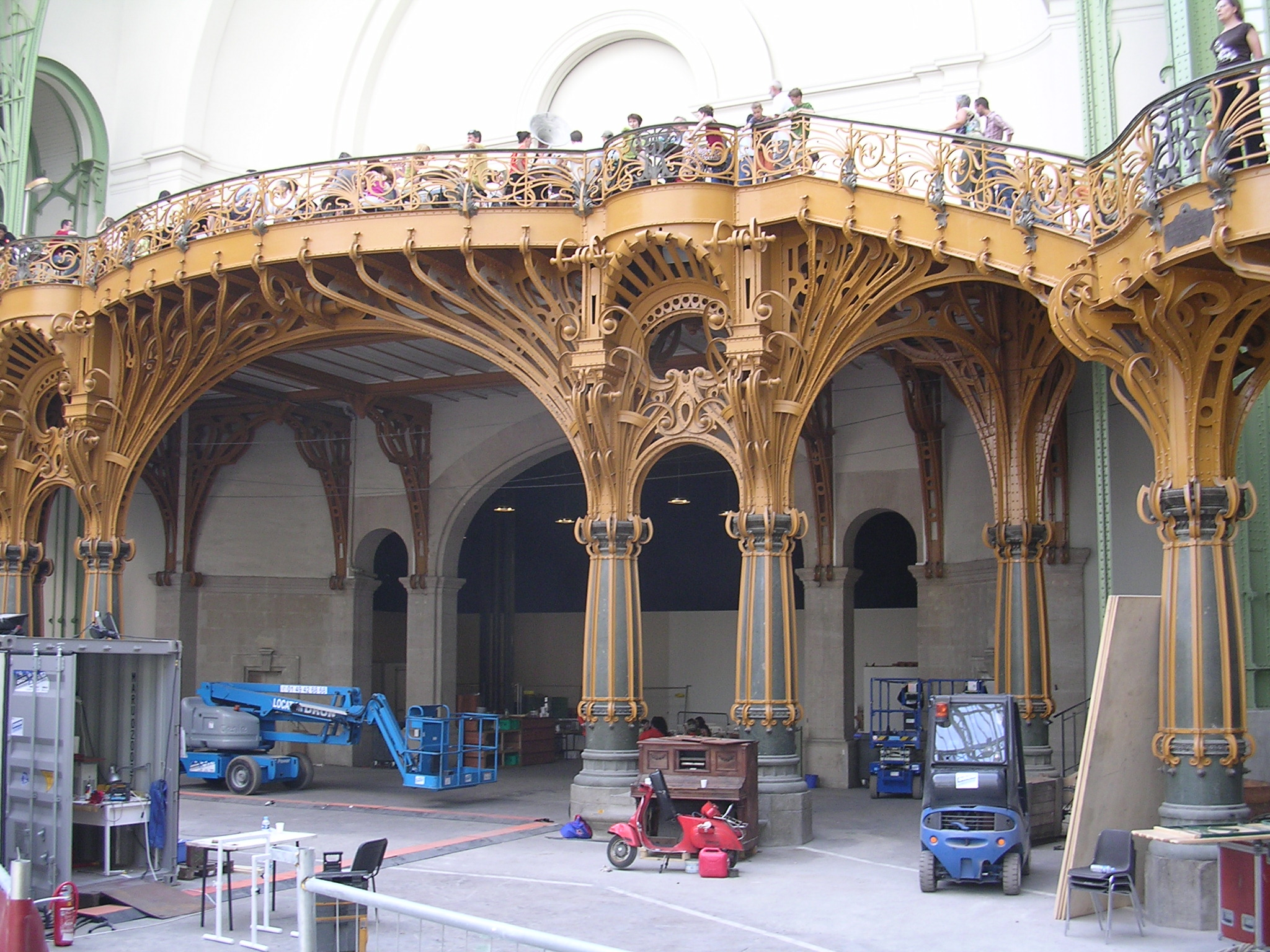
Balcão do Grand Palais

#### Outros usos curiosos
Ao longo do século XX, o Grand Palais tem sido umas vezes vítima dos dramas da História e noutras testemunho de reutilizações imprevistas.
- No início da Primeira Guerra Mundial, o Grand Palais foi utilizado como aquartelamento para as tropas coloniais a caminho para a frente antes de habilitar-se como hospital improvisado para os feridos da Marinha que não pudessem encontrar lugar nos lotados hospitais da capital.[3]
- Durante a Segunda Guerra Mundial, o Grand Palais sofreu um bombardeamento e logo foi requisitado para depósito protegido de veículos militares. Em Agosto de 1944, durante os combates pela Libertação da capital ocupada pelos nazis, ficou parcialmente queimado como consequência dum incêndio declarado no "paddock" e na galeria noroeste.[3]

Mais tarde, instalaram-se várias instituições e serviços públicos de França no coração do Grand Palais sem provocar qualquer reacção particular por parte do seu ministério de tutela:
- O comissariado de policia do VIII arrondissement, encarregada da vigilância do Palácio do Eliseu e dos seus acessos.
- Um gabinete de alfândega.
- Estúdios de arquitectura descentralizados da Escola Nacional Superior das Belas Artes de França, convertidos a partir de 1968 numa unidade pedagógica de arquitectura.
- A União Europeia de Radiodifusão de estúdios germânicos e eslavos, dependência da Sorbonne.
- Um restaurante universitário.
- A Direcção Regional de Assuntos Culturais (DRAC) da Ilha de França.
- Uma parte das oficinas da Missão do património fotográfico.
- Diversas oficinas e vivendas para funcionários.
- Um estacionamento subterrâneo.

## Arquitectura

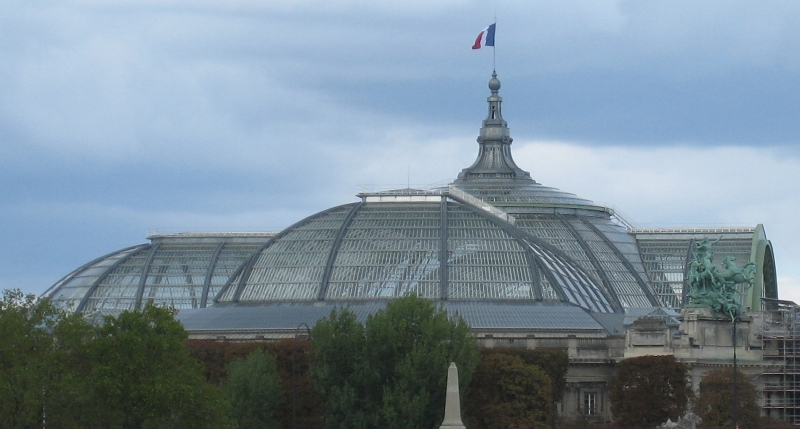
Vista da cobertura do Grand Palais e da sua abóbada envidraçada, que se eleva a 60 m de altura, depois de restaurada em 2004.

O Grand Palais constitui um resumo dos gostos da Belle Époque, resultando do eclectismo livre do "estilo de Belas Artes" parisiense. Ao mesmo tempo, a sua concepção marcou o principio duma época da arquitectura onde o dono da obra, simultaneamente artista e técnico, ocupa um papel preponderante. A obra supôs também um retorno ao emprego da pedra ricamente ornamentada, em contraste com outras obras contemporâneas impulsionadas em ferro e aço, como comentava o escritor Paul Morand, e um dos últimos marcos duma época anterior à era da electricidade, quando as grandes estruturas em vidro transparente, herdeiras do Crystal Palace de Londres, concebido por Joseph Paxton em 1851, permitiam o aporte da luz natural indispensável para o desenvolvimento das funções de exposição a que se destinava o edifício.

### Planta: naves e cobertura

Detalhe da estrutura metálica e envidraçada do zimbório, base da cúpula do Grand Palais.

A nave central, com uma longitude aproximada de 240 metros, é constituída por um imponente cobertura, espaço rematado por um amplo vitral. A abóbada de berço, ligeiramente rebaixada nas naves norte e sul e na nave transversal, com o zimbório e a cúpula, compostos por aço e vidro, pesam cerca de 9.000 toneladas e elevam-se a 45 metros de altura acima da cobertura, alcançando os 60 metros na esfera da lanterna. O peso de metal utilizado, cerca de 7.000 toneladas, supera o da Torre Eiffel.
Ao princípio, a construção e o funcionamento interno foram organizados segundo um eixo leste-oeste. A comunicação entre a grande nave e outras partes do palácio, como o salão de honra, a ala central e o Palácio de Antin, fazia-se mediante uma ampla escadaria de ferro, de inspiração clássica revestida de modernismo. A instalação, de maneira estável, do Palácio do Descobrimento, a partir de 1937, ocupando o espaço do Palácio de Antin, afectou o plano de distribuição das circulações interiores e desabilitou uma das dimensões do edifício junto com a acessória e decorativa grande escadaria de honra, que se apoiava numa parede cega e numa porta ampla, ficando desde então emparedada.
As naves estão cobertas por uma armação metálica, de cor verde reseda, que une todas as peças de vidro laminado, o que dá uma grande luminosidade às naves.

### Fachada e colunata de Deglane

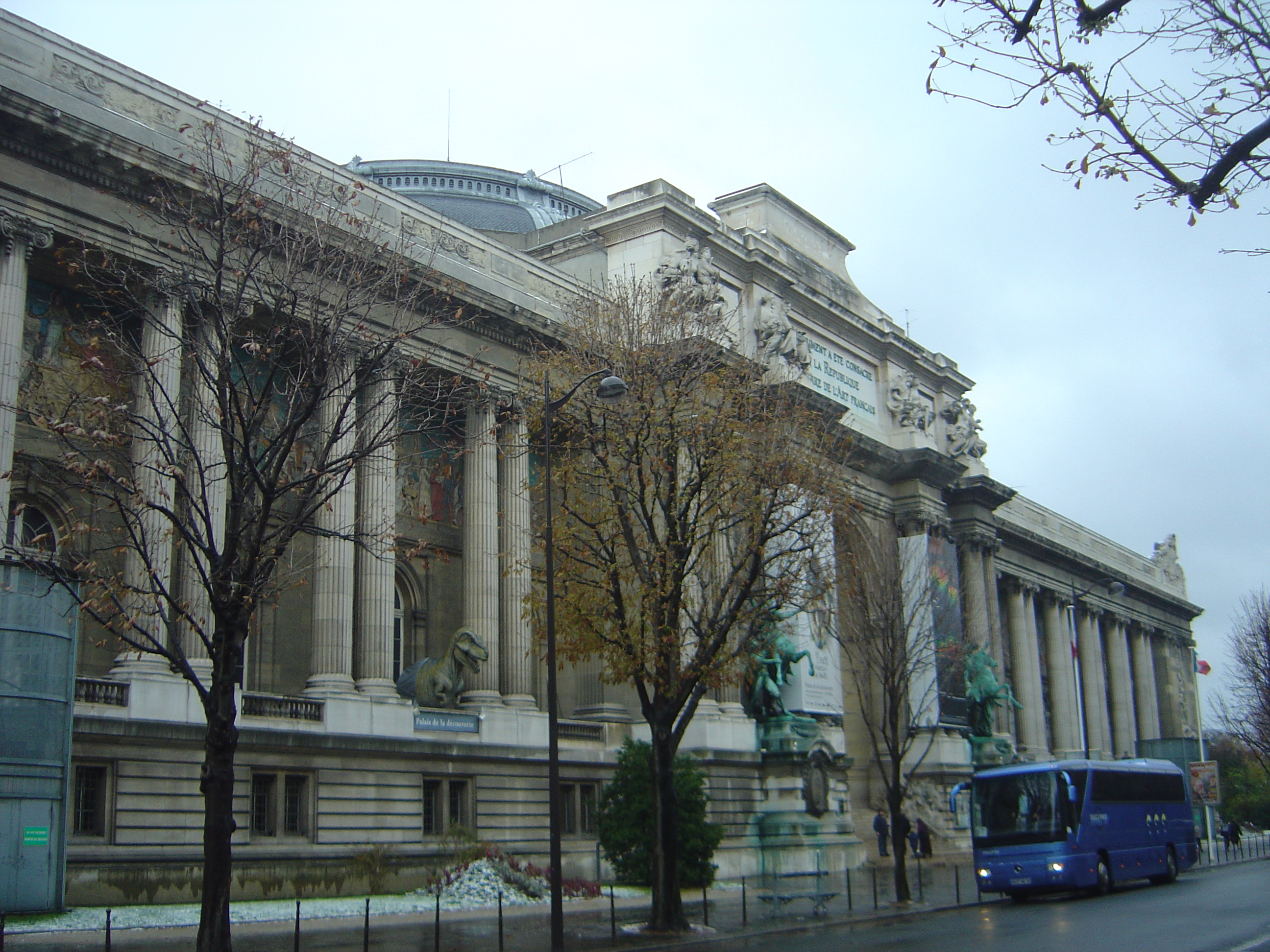
Fachada do Grand Palais

A fachada principal, aberta em perfeita simetria sobre a Avenida Nicolau II, é constituída por uma vistosa colunata, ou peristilo, obra de Deglane, inspirada na concebida por Claude Perrault para o Palais du Louvre nos tempos de Luís XIV, e rematada com ramos de carvalho e loureiro entalhados e, a intervalos, por grupos escultóricos na sua base evocando as artes de gregos, romanos, fenícios e do Renascimento. No entanto, para alguns críticos resulta dissimulada, como acontece com a Estação de Orsay, edificada por Victor Laloux para a mesma exposição, pela inovação da estrutura metálica. Atrás de grandes arcos, cada um dividido por duplas colunas, encontram-se encostados à porta central quatro estátuas evocando as figuras idealizadas das artes da "Arquitectura", "Pintura", "Escultura" e "Música".
Os frisos exteriores, desenhados por Edouard Fournier, são um extenso mosaico de cerca de setenta e cinco metros de comprimento, realizado segundo as técnicas tradicionais e oferecendo a vista duma larga banda, cercada por cores vivas, realizado com ouro, que reproduzem várias cenas representativas das grandes civilizações da História, tal como eram imaginadas em finais do século XIX. Assim, sucedem-se do Egipto à Mesopotâmia, da Roma Antiga de César Augusto à Grécia Antiga do século de Péricles, da Renascença italiana à França da Idade Média e da Europa industrial à das artes clássicas e barrocas.
As civilizações mais distantes não foram esquecidas, glorificando esta passagem da época, então no seu apogeu, das grandes nações colonizadoras da: África mediterrânica e subsariana, Oriente e o subcontinente indiano, o sudeste asiático com a Indochina dos Khmers e os templos de Angkor, a Cochinchina e as paisagens anamitas em redor da Cidade Imperial de Huế, o Extremo Oriente com representações da misteriosa China e do Japão, então na moda desde o recente entusiasmo por este país demonstrado pelos pintores impressionistas e pelos escritores, e evocações de ambas as Américas.

### Balaustrada: as quadrigas de Récipon

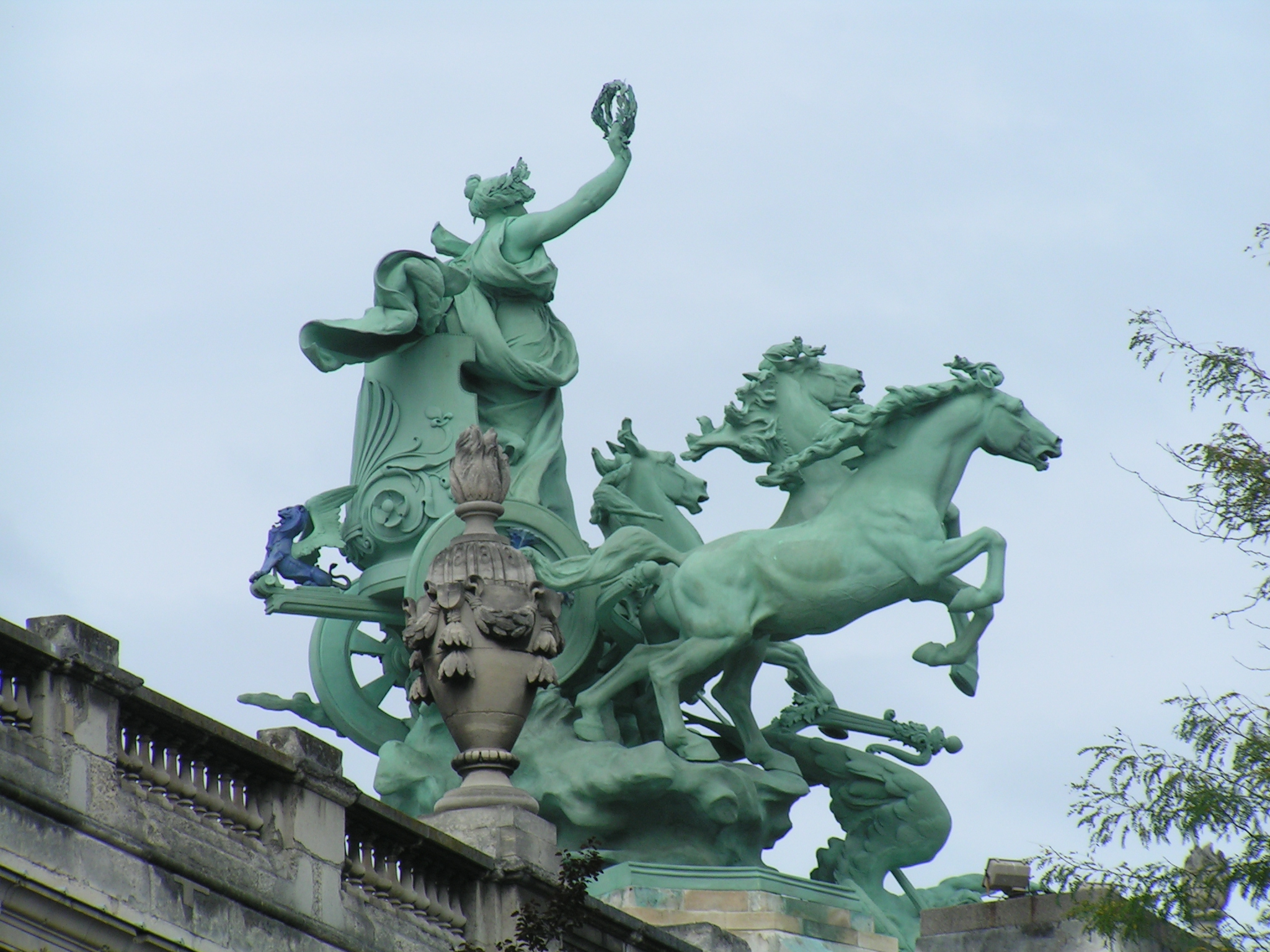
L'Harmonie triomphant de la Discorde, um dos dois grandes conjuntos realizados por Georges Récipon para o Grand Palais

As balaustradas que rematam as fachadas laterais encontram-se decoradas por grandes vasilhas duplas, enquanto que a principal, novamente com o sentido de atrair a atenção do espectador para a entrada, está reservada ao espaço de exposição de dois grupos escultóricos de excepcional elaboração, obra do artista Georges Récipon, que fabricados em bronze, coroam de uma altura de quarenta metros, as entradas e o seu frontão, nas partes nordeste e sudeste do Grand Palais, representando dois temas alegóricos em forma de quadrigas:
- No lado dos Campos Elísios: l'Inmortalité devançant le Temps, "a Imortalidade adiantando o Tempo";[28]
- No lado do Sena: L'Harmonie triomphant de la Discorde, "a Harmonia triunfante sobre a Discórdia.[28]

Cada quadriga é constituída por três partes estruturais principais e por elementos acessórios:
- O exterior é constituído por placas de cobre afastadas, que no seu conjunto pesam 5 toneladas.[28]
- Uma armação metálica, constituída por uma estrutura principal ancorada no maciço revestido com alvenaria e ao qual se une a uma estrutura secundária. Este conjunto pesa 7 toneladas.[28]
- A estrutura principal está ancorada na maçonaria da peanha de pedra, através duma jaula metálica, cujo interior está preenchido por um lastro. Este conjunto pesa 11 toneladas.[28]
- Acessórios de cerâmica: nas rodas dos carros e nos leões alados situados na parte traseira do carro.[28]

As quadrigas foram retiradas das esquinas do Grand Palais entre Julho e Setembro de 2001, para serem restauradas ao longo do ano de 2003. Em abril de 2004, foram devolvidas ao seu local de origem.

### Crítica arquitectónica
O Grand Palais não deixou indiferente a comunidade de arquitectos e críticos de arte, provocando comentários e críticas, tanto favoráveis como desfavoráveis. Assim, uma das mais comuns objecções foi o sentimento de excesso de sobrecarga de detalhes, com sobre-elaborações consideradas desnecessárias. Para especialistas como James P. Boyd, a construção em vidro e aço da cobertura não resultava esteticamente tão destacável como a obra da fachada, que ficava por ela diminuída, enquanto que a World's Fair Magazine lamentava do aspecto semelhante a uma "grande estação de comboios" e o contraste de materiais.
No entanto, para os críticos favoráveis, como Herbert E. Butler do Art Journal, o Grand Palais deve destacar-se pela sua grande beleza resultante do efeito da sua dimensão sobre a perspectiva e da combinação no gosto e selecção dos detalhes e cores, ou inclusive para James Boyd, o qual reconheceu também o acerto no equilíbrio entre os detalhes decorativos e o desenho geral do edifício.

## O grande restauro (1993-2005)

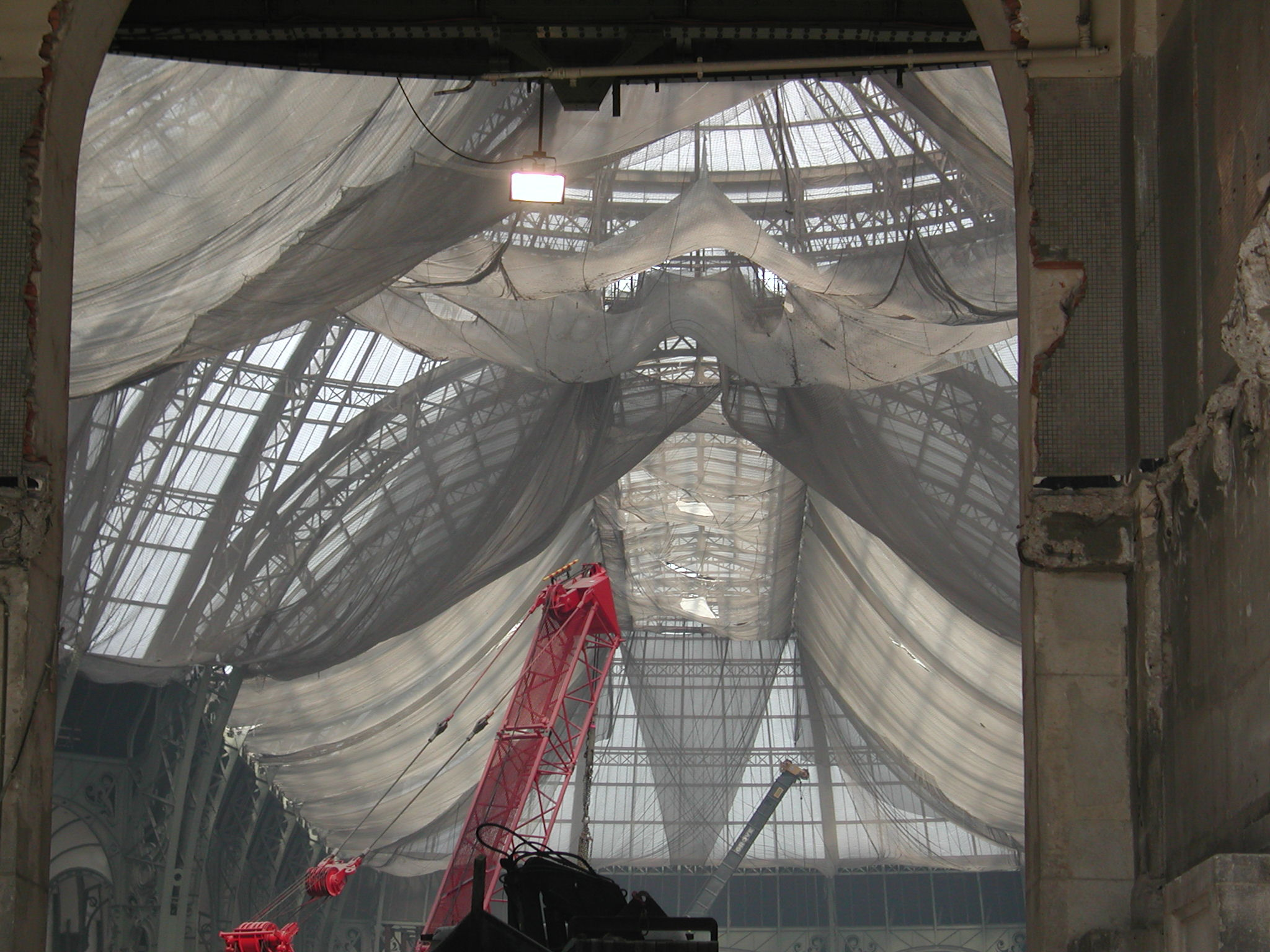
Os trabalhos de restauro da nave central (2002).

Em Junho de 1993 deu-se o alerta depois dum elemento da estrutura se ter soltado e caído de uma altura de cerca de trinta e cinco metros, durante uma exposição dedicada ao desenho.
O então ministro da Cultura de França, Jacques Toubon, tomou a decisão de fechar "provisoriamente" o Grand Palais em Novembro do mesmo ano, devido ao perigo que representava a queda de novos rebites sobre o público.
A colocação de redes de protecção sob os vitrais (imagem à direita) e a convocação de especialistas para avaliar esta situação não bastaram para manter o palácio aberto ao público. Somente depois dos necessários trabalhos para garantir a segurança é que as Galerias nacionais e o Palácio do descobrimento ficaram novamente disponíveis. A utilização da nave central esteve interrompida durante dois anos.

### Incidências encontradas
Ao longo do século XX manifestaram-se diversos defeitos, sendo os da zona meridional da nave central evidentes desde o início da obra. Durante a construção, estes imprevistos foram tanto mais graves, já que não estava em questão o atraso na entrega do Grand Palais.
O comportamento das alvenarias e da armação metálica provém de diversos factores:
- As fundações do edifício, em parte constituídas por estacas de carvalho, sustentam uns maciços de pedra ou de concreto, que estavam submetidas a variações e a uma diminuição progressiva do lençol freático. Devido a sucessivas campanhas de trabalhos, de reajustes do serviço de vias públicas e do cais na margem do Sena, este fenómeno provocou um deslavamento e, como consequência, o apodrecimento por oxidação das cabeças dos postes. A umidade forçou os desenhadores a aumentar, primeiro, o número das estacas para rectificar e, depois, ligeiramente as alvenarias e o perfil da armação na qual se reflectiam os movimentos do solo. Cerca de 2.000 novos postes foram finalmente instalados, mas ficaram longe de alcançar o "solo bom". Este leito geológico estável situa-se a uma profundidade entre os 15 e os 20 metros.[3]

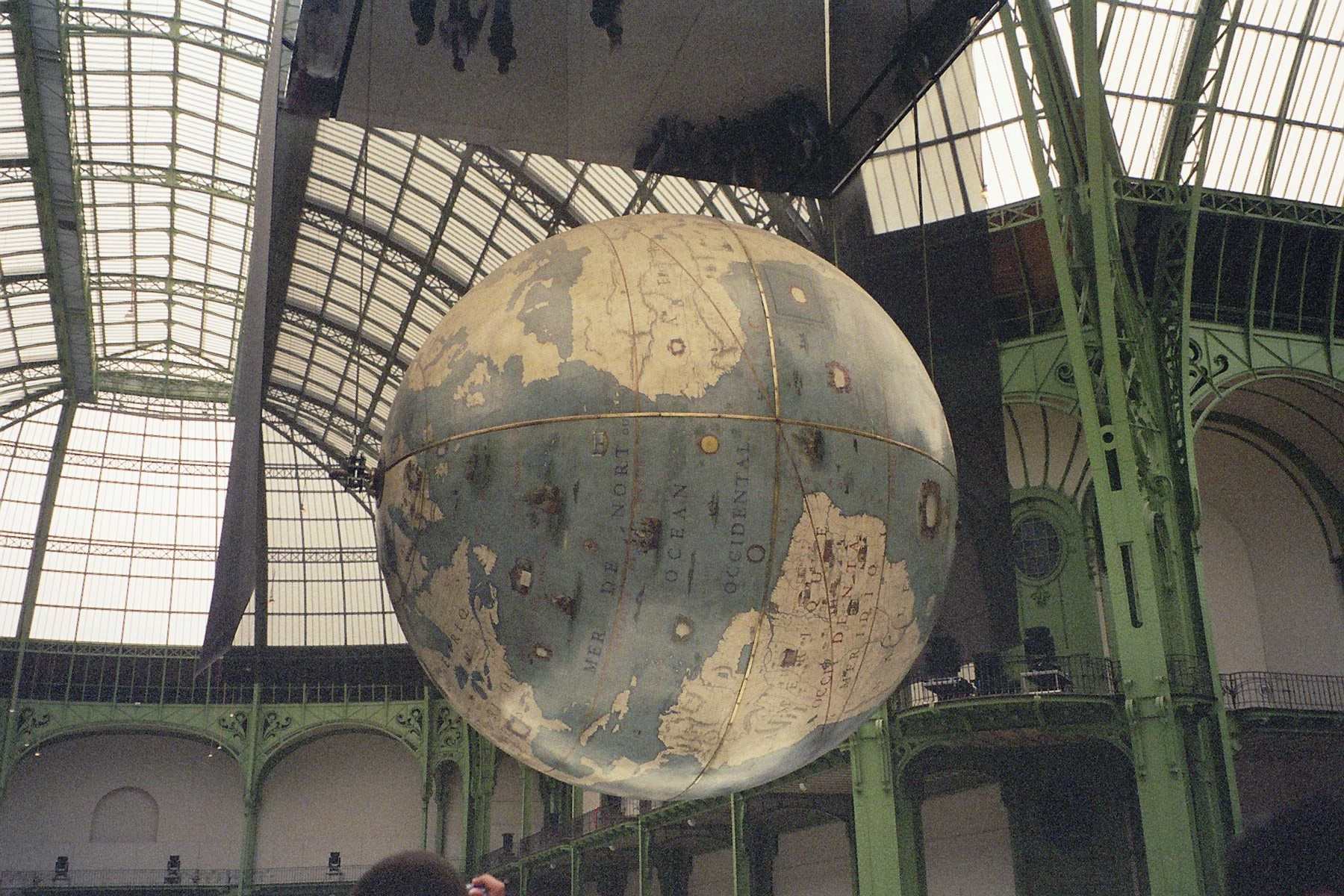
Globo suspenso na estrutura do Grand Palais

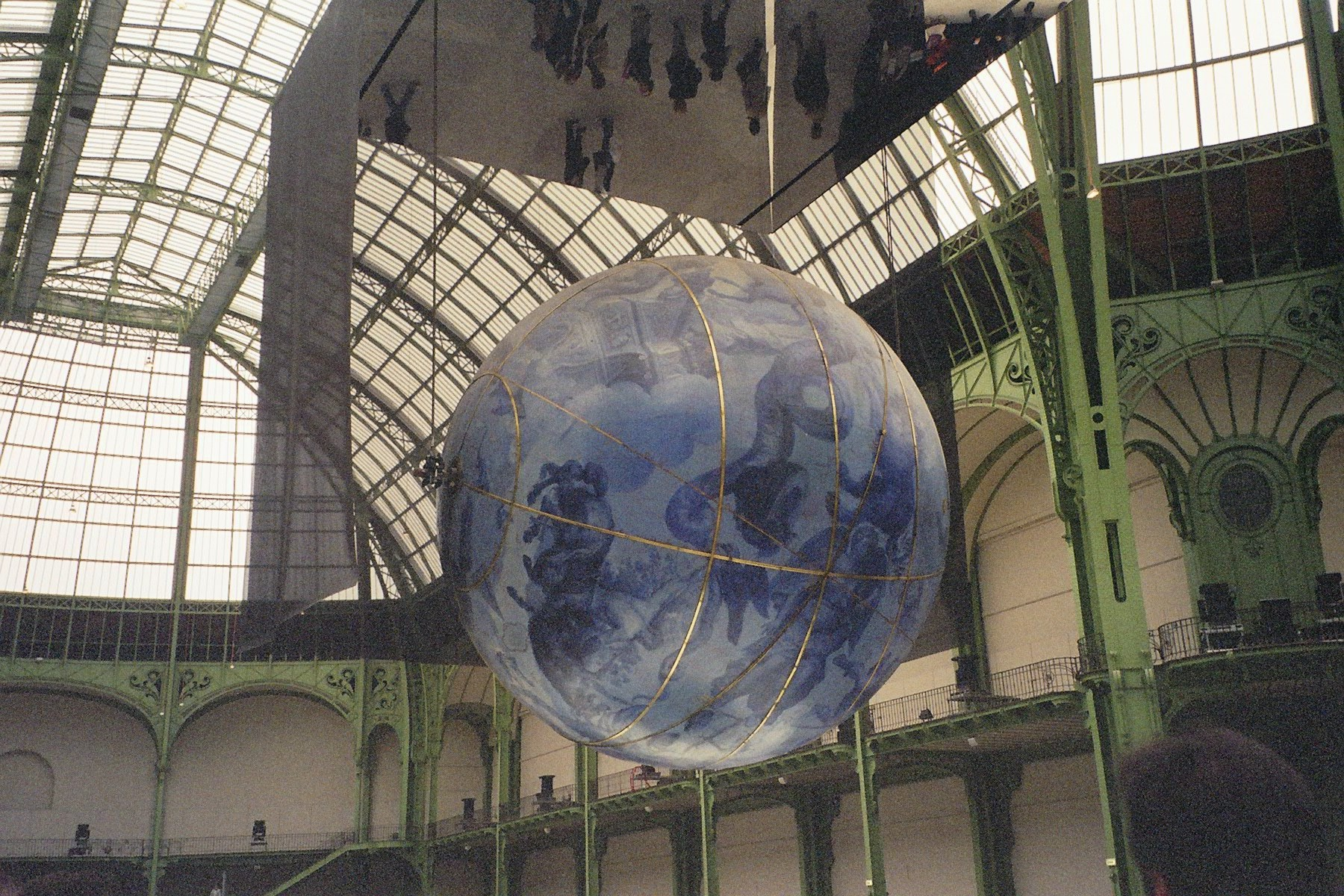
Globo suspenso na estrutura do Grand Palais

- A natureza aluvial do terreno e a sua tendência natural para deslizar para o leito do Sena.
- Os choques sofridos directamente pela estrutura metálica, à mercê das realizações de imponentes decorações ou de exposições, tais como o Salão de Aeronáutica, onde havia globos, às vezes apresentados em suspensão. Isto provocou um envelhecimento prematuro de vários elementos metálicos.
- A utilização do Grand Palais para apresentações hípicas teve como consequência uma alteração na base de vários pilares, devido à acidez do solo absorvia a urina dos cavalos.
- O emprego superior de lâminas rebitadas de aço na concepção da estrutura metálica, em lugar da utilização de elementos de ferro, como acontece na Torre Eiffel. Este material, na época da obra, era menos flexível e dilatava-se menos que o fabricado hoje em dia, além de que esta união de mais de duzentos metros não continha qualquer junta de dilatação.
- A deformação de armações e outros elementos, devida a assentos diferenciais e também ao próprio peso da cúpula.
- As primeiras brechas que apareceram foram causadas pela entrada da água através dos vitrais, o que provocava uma lenta corrosão do metal.

No curso dos estudos que precederam os recentes trabalhos de recuperação, estimou-se que o abatimento dos maciços das fundações da ala meridional era de até 14 cm. e que existia uma variação de altura, na parte metálica da obra, de 7 cm. Estes valores, de aparência desprezável, foram suficientes para provocar danos estruturais consideráveis.

### Primeiros trabalhos de restauro
Injecções de materiais de naturezas diversas começaram muito precocemente e prosseguiram em diferentes períodos da vida do monumento para preencher os espaços ocos entre o nível inferior do edifício e o solo, que continuava a afundar-se. Em 1940, durante a Segunda Guerra Mundial, instalaram-se veículos e materiais diversos na nave central. Apercebendo-se da fragilidade do lugar, decidiram injectar várias toneladas dum fluido de concreto no subsolo. Deste modo, os defeitos foram-se acelerando até ao ano de 1993.

### Campanha de restauro

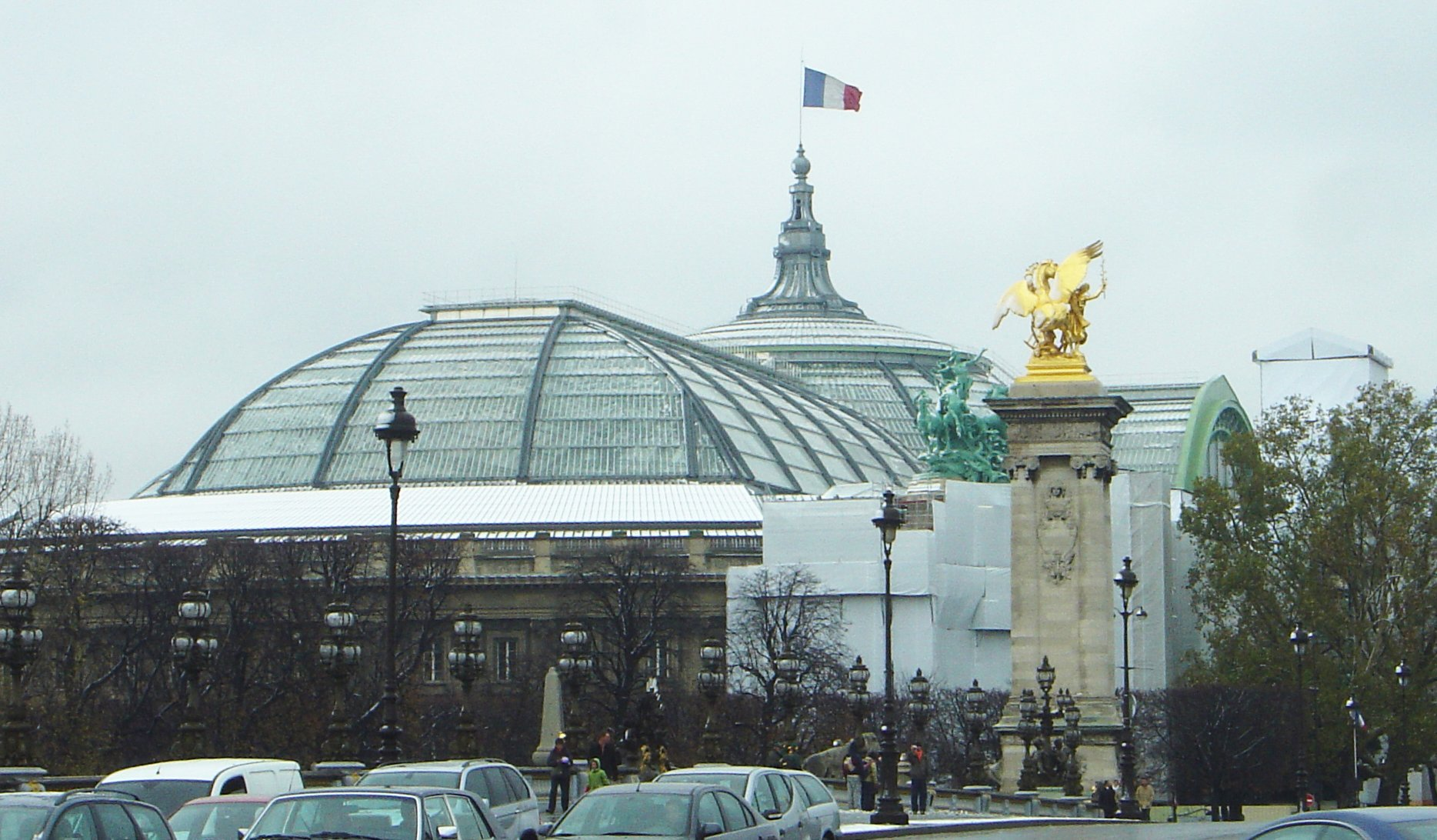
A grande cobertura depois das obras de restauro

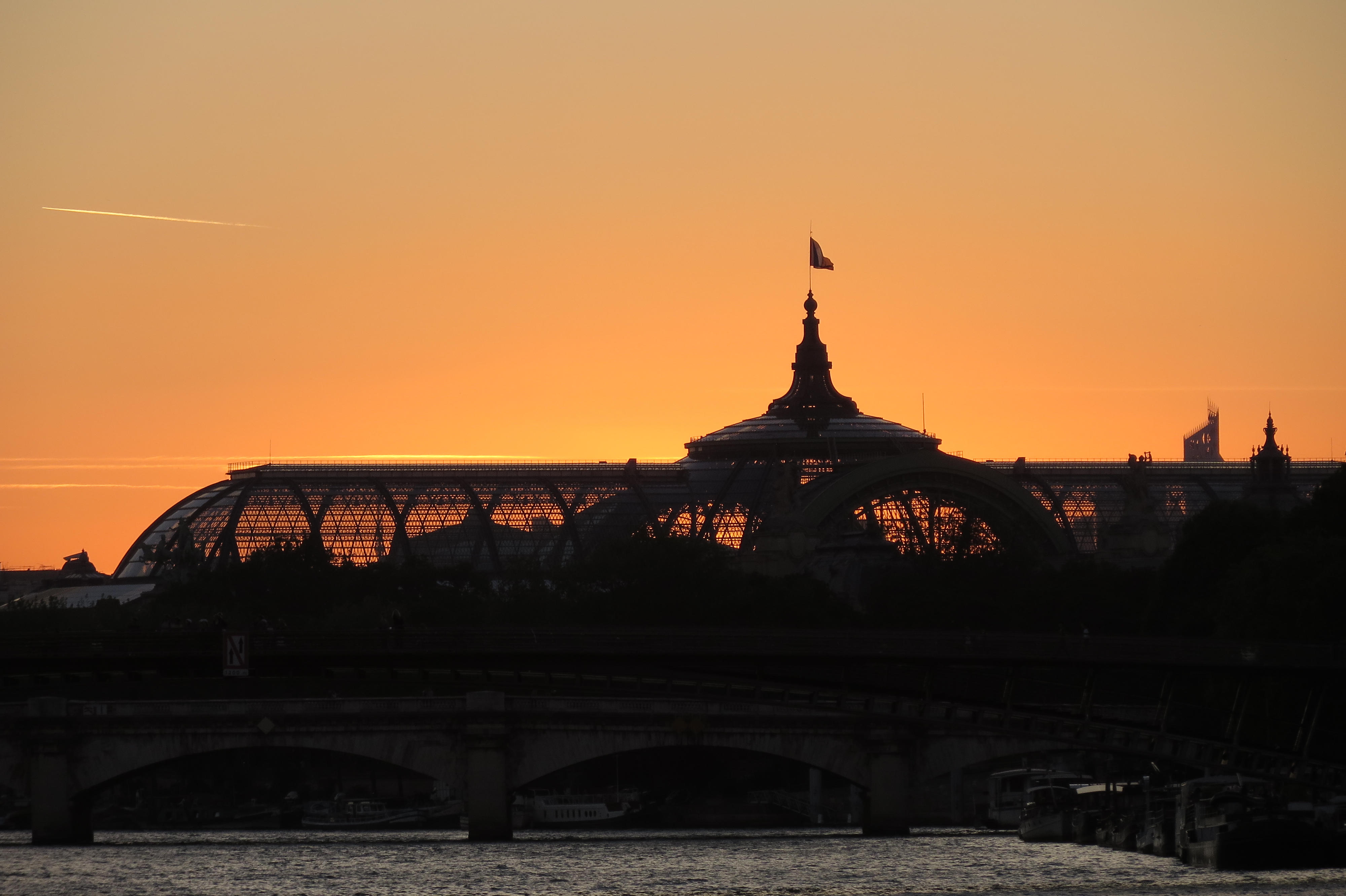
Ao pôr do sol

O Ministério da Cultura e de Comunicação de França iniciou o dossier de restauro, sendo as obras adjudicadas ao "Estabelecimento público de Mestria de Obra dos trabalhos Culturais" (EMOC).
As pessoas colocadas à frente dos trabalhos de restauro foram Alain-Charles Perrot, Arquitecto chefe dos Monumentos Históricos da França, e Jean-Loup Roubert, principal segundo classificado no Grande Prémio de Roma em 1962, conservador do Grand Palais e arquitecto chefe dos edifícios parisienses e palácios nacionais.

#### Programa da obra
Os trabalhos realizaram-se em duas fases:
- Primeira fase, (Novembro de 2001 - Agosto de 2004): revisão duma parte das fundações mediante uma desmontagem, revisão e reposição das quadrigas, do cobre danificado e da sua armação em ferro.[3]
- Segunda fase, (2002- finais de 2007): reparação das paredes e outras alvenarias rachadas, dos vitrais e das cobertas deformadas ou velhas, desde 2005, com reboco das fachadas, um restauro do grande friso exterior de mosaicos e uma segunda e última campanha de consolidação das fundações.[3]

Esta última fase deveria atrasar-se devido à colocação, em Fevereiro de 2006, em concessão dos créditos para o restauro dos exteriores.
O orçamento previsto para esta obra alcançou os 101,36 milhões de euros, dos quais 72,3 milhões foram destinados à primeira fase. O financiamento foi assegurado graças ao Estado Francês, através do Ministério da Cultura gálico.

## Algumas cifras
- As fundações:
  - Utilizaram-se 8.900 metros quadrados de paredes talhadas, executadas com cerca de 6.600 metros cúbicos de concreto.[3]
  - 2.000 pilares de concreto colocados, com cerca de 10.000 toneladas de cimento.[3]
- A nave central:
  - Comprimento: 200 metros.[5]
  - Largura: 50 metros, 100 metros na entrada principal.
  - Altura: de 35 metros sob a armação metálica, de 45 metros de altura sob a cúpula e de 60 metros debaixo da lanterna.[5]
- Superfície: 13.500 metros quadrados.[5]

- A armação metálica:

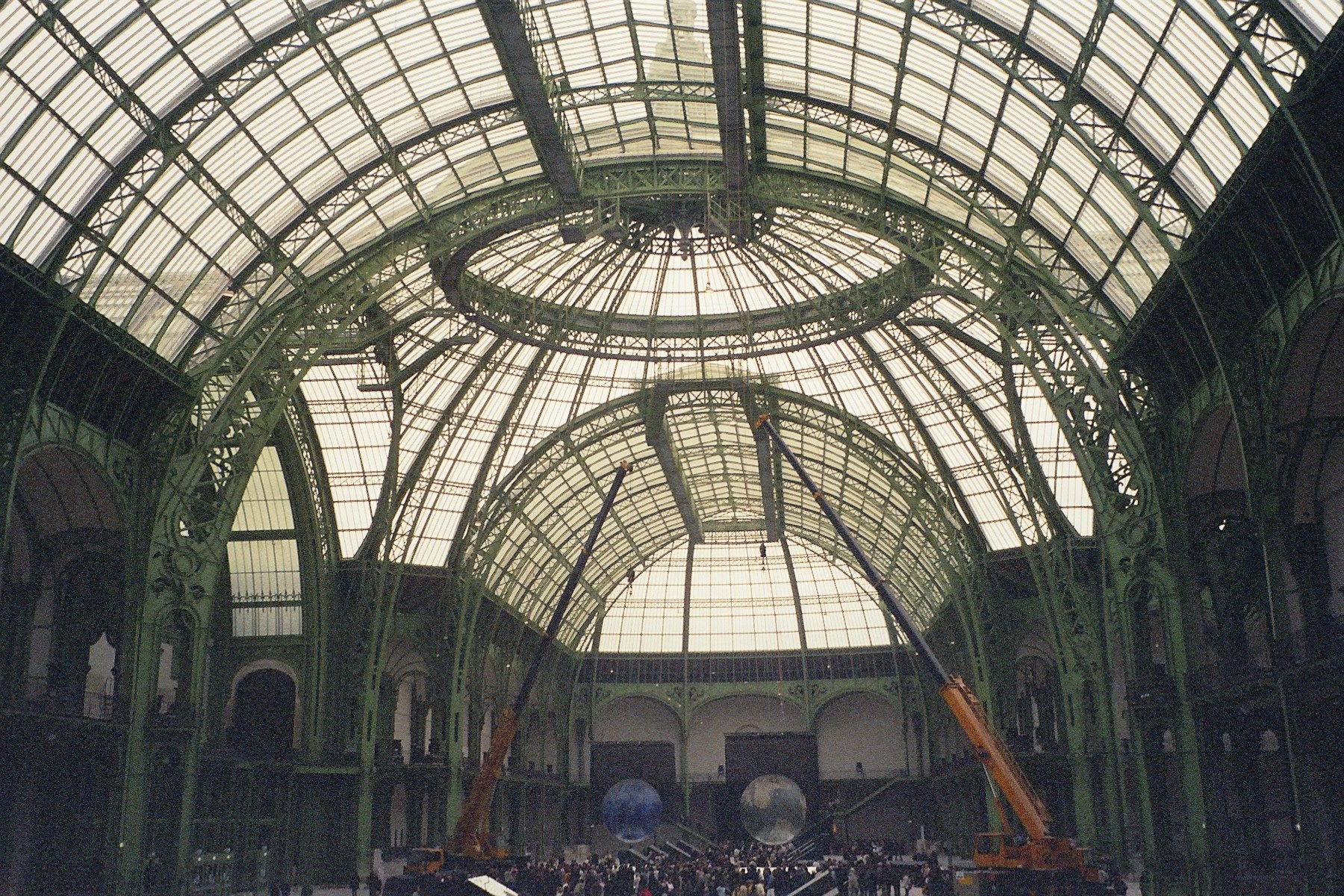
Vista da grande estrutura em metal e vidro do Grand Palais

  - O peso da parte superiomado às das restantes naves fazem um total de 8.500 toneladas.[33]
  - Número de rebites substituídos: aproximadamente uns 15.000.
  - Superfície pintada: 110.000 metros quadrados.
  - Peso da nova pintura: 60 toneladas, em três camadas, os seja, praticamente o equivalente a 2.000 latas de 30 kg.
- Os diferentes vitrais:
  - Superfície substituída: 13.500 metros quadrados na nave central e 15.000 metros quadrados contando os vitrais laterais.[33]
- As coberturas e as obras metálicas, onde foram substituídos:
  - 750 metros de canos de chumbo e 110 metros de tubos de zinco.[3]
  - 1.200 metros de ornamentos de zinco estampado.[3]
  - 5.200 metros quadrados de terraços de zinco.[3]

### Recuperação da cor original: breve história do verde "Reseda"

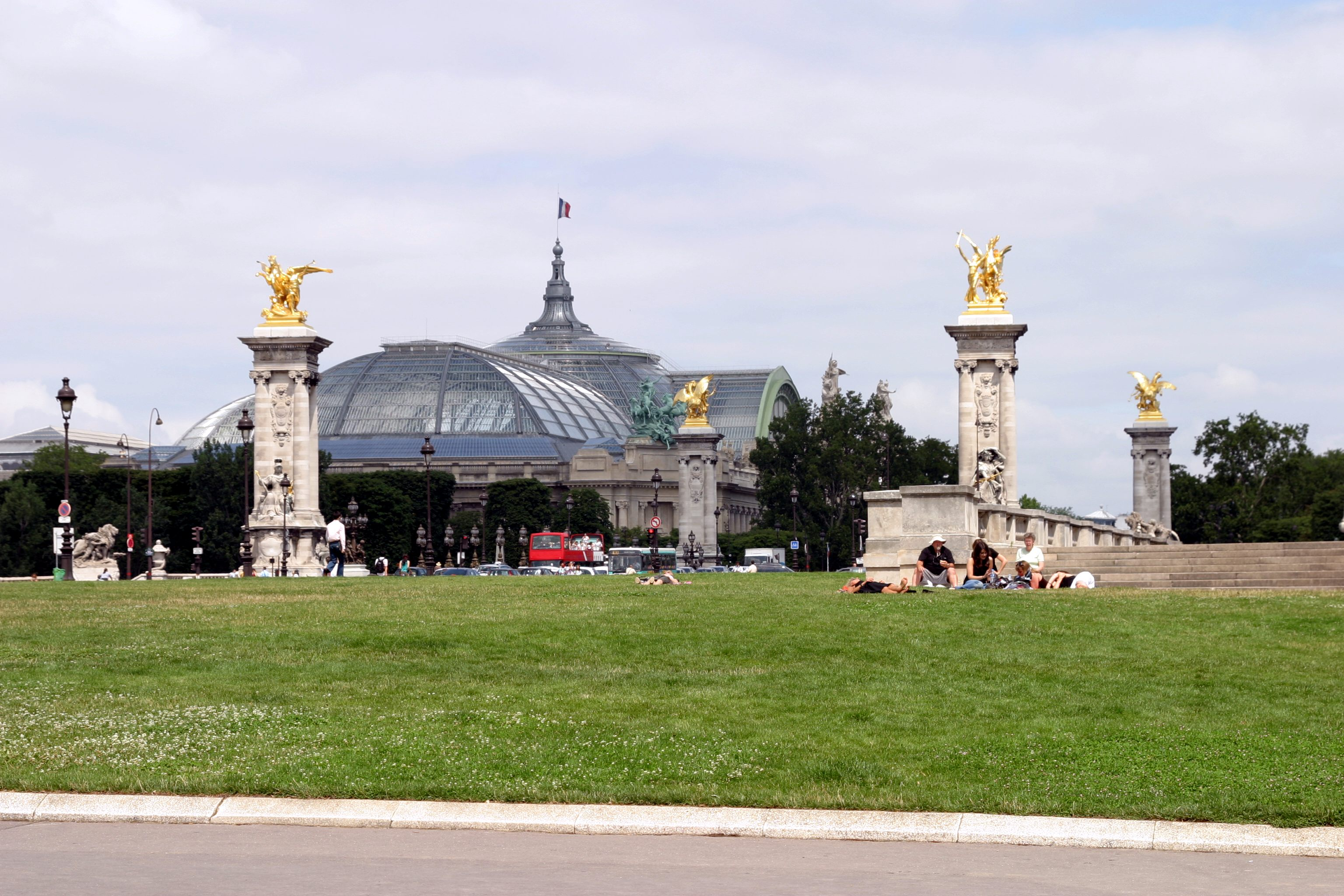
Vista exterior do Grand Palais

Antes do início dos primeiros trabalhos de reabilitação da nave central do Grand Palais, ao evocar-se a questão da cor a eleger para o recobrimento da estrutura metálica, que em 2001, depois de numerosos trabalhos de repintura do edifício ao longo da sua história, era próximo do cinzento, pôs-se a possibilidade de restituir a cor original de 1900.
Para isso, empreendeu-se uma série de estudos e investigações:
- A desmontagem das placas rebitadas que levavam o nome das empresas que haviam participado na obra de finais do século XIX deixou à vista as partes de recobrimento menos expostas, apreciando-se uma coloração próxima do verde claro.[34]
- Mostras do recobrimento foram submetidas a análises físico-químicas no laboratório de investigações para os monumentos históricos de Champs-sur-Marne, entre as quais, inspecções mediante um microscópio electrónico de varredura. Os exames permitiram determinar o número de camadas de pintura, a sua composição e os diferentes pigmentos utilizados para cada uma delas. A mais antiga foi submetida a uma exposição prolongada de raios ultravioleta para avaliar o seu comportamento face ao envelhecimento.[34]
- A busca das especificações e formulação do produto original empregue na construção de 1900. Para isso, investigou-se o fabricante que forneceu a tinta, chegou-se à conclusão que se tratava duma empresa que popularizou a marca "Ripolin", pela qual é conhecida genericamente em francês uma gama de tintas plásticas, e que ainda conservava os arquivos sobre a época em questão. Graças a ela, pôde encontrar-se o produto fornecido na época, o qual havia sido baptizado como verde "Reseda". No entanto, sob a mesma denominação de verde reseda foram comercializados três matizes, pálido, médio e escuro, pelo que tiveram que realizar-se análises que concluíram que a tinta utilizada de origem era o "verde reseda pálido".[34]

Depois do restauro de 2005, observa-se a armação metálica pintada com uma cor rigorosamente idêntica à empregue no momento da sua construção em finais do século XIX.
Esta pintura, segundo um comunicado de imprensa do Ministério da Cultura francês, seria susceptível de obter a marca de fábrica "Verde Grand Palais", à imagem do sucedido com o "Castanho Torre Eiffel".

### Novo envidraçamento dos vitrais
O restauro da armação também levou à realização da reabilitação dos vitrais e da sua trama tornada pouco estética. No decorrer do estudo prévio, o arquitecto Alain-Charles Perrot sugeriu que fosse restituída a trama inicial e a largura dos ladrilhos de vidro, falsificados no curso duma campanha de revisão. Além disso, a constituição dos vidros não correspondia às regras de segurança exigidas hoje em dia. O vidro armado de então foi substituído por um moderno vidro laminado, o qual possuía duas qualidade primordiais:
- Permite ao pessoal continuar a circular nas passarelas exteriores sem perigo. O vidro armado, embora reforçado por uma armação de arame, não era capaz de suportara queda dum homem, que depois de atravessar a superfície vidrada, teria uma queda mortal. A nova vidraria, sem um aumento significativo do peso, evita este inconveniente e é, por acréscimo, de manutenção mais fácil.
- Livre da armação interna e dos defeitos de acabamento do antigo material, o vidro laminado, embora mais espesso (9 mm), é mais transparente.[36] O aspecto do conjunto dos vitrais da nave central e a atmosfera que reina dentro do edifício transformaram-no. Se bem que esta transparência não corresponda completamente ao estado original, não se pode negar a melhora conseguida com a utilização dos espaços de exposições. Os reflexos visíveis do exterior também foram modificados. Os tratamentos aplicados sobre a superfície dos vitrais deram um toque final e transformaram a percepção que se podia ter ao passar nas proximidades do Grand Palais.

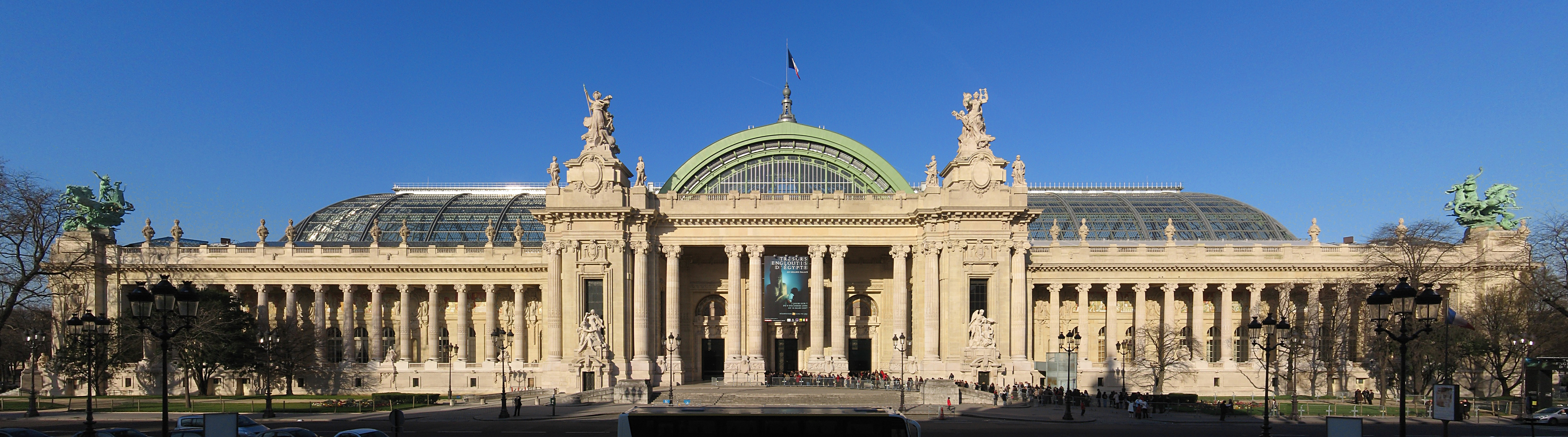
Fachada principal, idealizada por Henri Deglane, depois do restauro

## Reabertura e futuro do Grand Palais

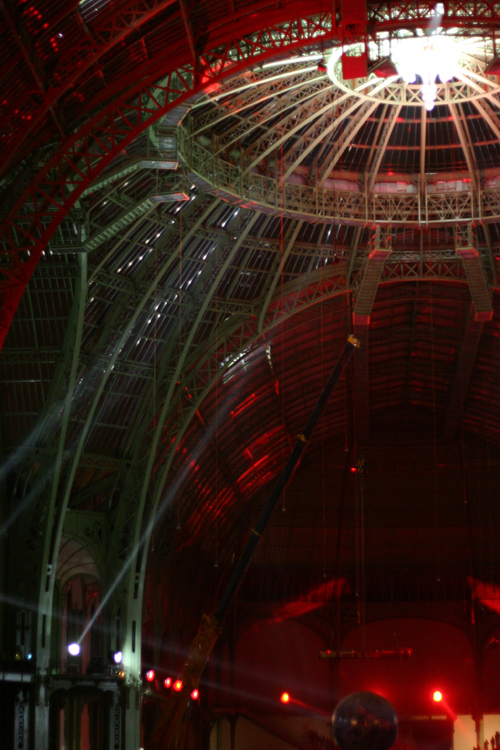
Nave central do Grand Palais durante a noite de 1 para 2 de Outubro de 2005

Em obras desde 2002, a nave central foi aberta excepcionalmente durante duas semanas ao grande público, por ocasião das Jornadas Europeias do Património de 2005. A finalização do restauro teve lugar somente no ano de 2007.
Foi realizado um vídeo de 52 minutos sobre o restauro do edifício, explicado por Alain-Charles Perrot, que foi projectado no dia 21 de Outubro de 2004 na "Universidade de todos os saberes".

### Eventos culturais actuais ou futuros
- "Marie Antoinette", de 15 de Março a 30 de Junho de 2008 (Galerias Nacionais)[37]
- "Figuration narrative", de 16 de Abril a 13 de Julho de 2008 (Galerias nacionais).[38]
- "Monumenta 2008", Richard Serra, de 7 de Maio a 15 de Junho de 2008 (Nave central).[39]

Em 12 de fevereiro de 2018, a Ministra da Cultura Françoise Nyssen anunciou o próximo fechamento do Grand Palais, de dezembro de 2020 até a primavera de 2023, para realizar uma reforma mais extensa antes de 2024, data em que as provas de esgrima dos Jogos Olímpicos de Verão de 2024 ocorrerão no local. Isto, que já foi adiado várias vezes, deverá permitir, além de uma restauração, reorganizar e aumentar as suas capacidades de acolhimento, com o navio de 11.000 pessoas contra 5 600 atualmente, e os 3700 m² de balcões que seriam acessíveis novamente, bem como redefinir as missões da estrutura, em conjunto com o Palais de la Découverte via Rue des Palais em dois níveis. Um terraço será criado para o público e para sediar as atividades de astronomia do Palais de la Découverte.
Uma estrutura temporária foi construída no Campo de Marte, chamada Grand Palais Éphémère. Ele foi projetado por Jean-Michel Wilmotte e é administrado pela GL Events, inaugurado no início de 2021 para acomodar grandes eventos. Esta estrutura também deve ser usada para os Jogos Olímpicos.

### Reutilização do palácio a partir de 2007
O ministro da Cultura e da Comunicação francês, Renaud Donnedieu de Vabres, expressou a ideia da transformação do local em "Estabelecimento público do Grand Palais", em vez de confiar a sua gestão e programação a organismos privados.
O Grand Palais goza, assim, do estatuto de estabelecimento público industrial e comercial, desde o dia 1 de Janeiro de 2007.

## Acesso
O Grand Palais é servido nas proximidades pelas linhas 1 e 13 do metrô na estação Champs-Élysées - Clemenceau, as linhas 1 e 9 do metrô na estação Franklin D. Roosevelt, e as linhas de ônibus RATP 42 e 73.